# Paleoamerikaner

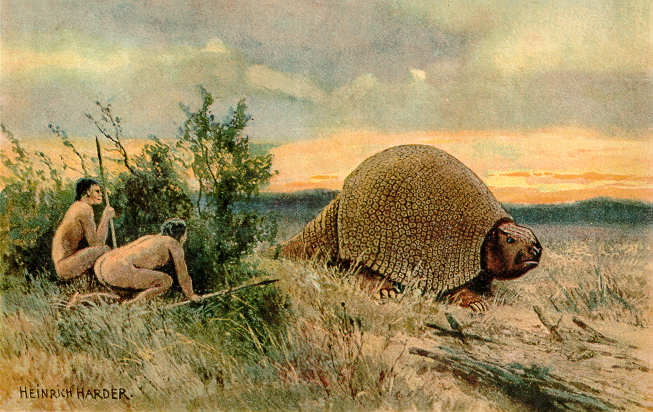

Paleoamerikaner är benämningen på de första mänskliga invånarna i Amerika.

## Namnet
Paleoamerikaner kallas de första invandrade urinnevånarna i Amerika under slutet av den sista istiden och slutet av Pleistocen. Uttrycket motsvarar det äldre uttrycket paleoindianer som valts bort. Prefixet paleo- kommer från det antika grekiska adjektivet: παλαιός, romaniserat: palaiós. Termen paleoamerikaner gäller specifikt den så kallade litiska perioden på västra halvklotet och är skild från termen paleolitisk. Paleolitikum hänvisar specifikt till perioden mellan ca. 2,5 miljoner år sedan och slutet av Pleistocen på östra halvklotet. Uttrycket används inte i amerikansk arkeologi.

## Migration till Amerika

Karta över möjliga tidiga mänskliga folkvandringar. Sedan denna karta ritades 2000, har förståelsen av de mänskliga vandringarna utvidgats avsevärt. Kartan visar delvis en förklaringsmodell som i dag har föga stöd, så tillvida att den visar en spridning via Sinai in i Asien. Detta anses av flertalet forskare i dag som en övergiven hypotes. Dateringarna baseras på de äldsta som hittats i Israel, men gruppen där har troligen dött ut eller flyttat tillbaka till Afrika. Röd färg anger Homo sapiens sapiens, medan orange anger tidpunkt, när människor först ankom till skilda områden.

Karta över tidiga flyttningar av moderna Homo Sapien baserad på Out of Africa teorin med andra tidpunkter för flyttningar. De olika datum speglar hur osäkra våra kunskaper om dateringar fortsatt är.

Den traditionella teorin hävdade att de tidigaste migranter anlände för 14 000 år sedan. Traditionella teorier menade att jägare av stortvilt under istiden korsade nuvarande Berings sund från norra Asien till Amerika på Beringia. Denna landbrygga existerade från 45 000 till 12 000 f.Kr. Små isolerade grupper av jägare-samlare migrerade tillsammans med hjordar av stora växtätare långt in i Alaska under tiden 16 500 – c13 500 f.Kr. Dessa människor följde sedan den isfria korridoren som sträckte sig mellan Laurentiska och Kordiljärernas inlandsisarna. De stora hjordarna med gräsätare på tundraslätten följdes av människor söderut in i kontinentens inre. Människorna gick till fots eller använde båtar längs kusten. Tidpunkten för invandringen och vilken väg invandrarna till Amerika först kom är fortfarande föremål för en vetenskaplig diskussion. Det är troligt att det fanns tre vågor av forntida bosättare från Berings hav till den amerikanska kontinenten. Utvecklingen bort från Clovisteorin skildras av Smithsonian i en artikel från 1999.
Stenverktyg, särskilt spjutspetsar och skrapor utgör de vanligaste bevisen för de tidigaste mänskliga aktiviteterna i Amerika. Arkeologer och antropologer använder upphittade tillverkade slagna stenverktyg för att klassificera olika kulturella perioder. Vetenskapliga bevis visar att inhemska amerikaner kommer från befolkningen i östra Sibirien. Det bevisas av fördelningen av blodtyper och moderna genetiska studier av dna. Det finns bevis för minst två separata tidiga migrationer före den athapaskiska invandringen. Den första invandringen inträffade cirka 16 000–15 000 B.P. med båt längs kusten i Beringia och sedan ner väster om Amerika.
1 000 år senare invandrade föregångarna till Cloviskulturen via den isfria korridoren som gick söderut. Från omkring 8 000  f.Kr. stabiliserades klimatet. Då ökade befolkningen och stenteknologin utvecklas med uppkomst av flera olika kulturer. Den första invandringen kan förklara det unika fyndet i Monte Verde  i Chile och Meadowcroft i Pennsylvania som kan härröra från den första migrationen. Denna tidiga invandring är nu accepterad och vetenskapens konsensus har lämnat teorin om Clovis first. 
Detta första litiska stadium omfattade två huvudfaser i stenteknologin.
- Ospecialiserade och till stor del obearbetade kärnor och avslag från dessa med, rena avslag som dominerande teknik.
- Tillverkning med mer avancerad spånteknik i stenteknologin med speciella lansettspetsar med eller utan retusch som mest karakteristiska artefakt.[12]

De mest övertygande bevisen för den tidiga litiska perioden baseras på fynd från platser i Sydamerika. Där har det hittats enklare grova stenredskap och de har daterats till en ålder över 20 000 år. En av de äldsta platserna är Monte Verde i Chile. Den tidpunkten är innan vägen över landbryggan mellan Sibirien och Alaska existerade och antyder att Amerika koloniserades utmed kusterna. Stor osäkerhet råder om dateringarna som varierar mycket i olika källor.
Den exakta tidpunkten då Amerika befolkades är fortfarande en källa till betydande debatt. Konventionella uppskattningar menar att människor nådde Nordamerika någon gång för mellan 15 000 och 20 000 år sedan.[15][16][17][18] Ett av de få områden som är överens är ursprunget från Centralasien, med utbredd bebyggelse av Amerika under slutet av den sista istiden, eller mer specifikt vad som kallas det senglaciala maximumet, cirka 16 000 till 13 000 år tidigare.[ 10][19]

## Olika perioder

### Begreppet litisk tid eller paleoamerikansk tid
Litisk tid var en av Gordon Willey och Philip Phillips använd beteckning, en föreslagen tidsera som börjar för omkring 20 000 år sedan. Tidseran används för Amerika och inte för resten av världen. Termen syftar på samma tidsrymd som paleoamerikansk tid (eller paleoindiansk tid), det vill säga de människor som först invandrade till Amerika för cirka 20 000 år sedan.
Indelningen av kulturstadier i Amerika föreslogs av Gordon Willey och Philip Phillips 1958. De kallade den äldsta fasen Lithic stage efter första uppträdandet av slagna stenverktyg i Nordamerika. Termen Paleoindiansk tid är en alternativ beteckning för samma tid som Willey och Phillips ansåg vara sämre på grund av möjligheten till missförstånd av begreppet indian. Termen lanserades i boken Method and Theory in American Archaeology Gordon Wiley är en av 11 arkeologer som skildras i The Pastmasters : eleven modern pioneers of archaeology av Glyn Daniel och Christopher Chippindale. En av de ledande forskarna inom området är Alex Krieger som har dokumenterat hundratals fyndplatser där stenverktyg har upptäckts. De mest övertygande exemplen på denna litiska eras första fas är de som hittats i Sydamerika.
Platser i Alaska (östra Beringia) uppvisar några av de tidigaste fynden av spår efter tidiga amerikaner. Strax efteråt finns platser från norra British Columbia, västra Alberta och Old Crow Flats-regionen i Yukon. Paleoamerikanerna skulle så småningom spridas över hela Amerika. Med spridningen över stora geografiska områden utvecklades också regionala variationer i livsstil. Men de olika grupperna delade inledningsvis en gemensam teknik vid tillverkning av stenverktyg, vilket gjorde att stenteknologi  kunde identifieras. Den tidiga periodens litiska teknologi, det vill säga deras sätt att framställa spetsar genom successivt avlägsna spån från en kärna, har hittats över hela Amerika. Grupperna var mycket rörliga och verkade i så kallade band som bestod av 20 till 60 individer troligen en eller flera utökade familj. Föda fanns det gott om under årets varma månader. Sjöar och floder vimlade av många arter av fiskar, fåglar och vattenlevande däggdjur. Nötter, bär och ätbara rötter fanns i skogarna och kärren. Hösten var mer inriktad på att bygga upp  ett lager av matvaror som måste förvaras. Varma skinnkläder måste tillverkas för vintern.
När istiden nådde slutet fick det varmare klimatet växtsamhällen och djurpopulationer att förändras. Grupper sökte nya försörjningskällor eftersom de tidigare föredragna resurserna var uttömda. Mindre grupper av familjer jagade och samlade under vår- och sommarmånaderna. De tillbringade vintern i större grupper av flera familjer under hösten och vintern. Familjegrupper rörde sig ofta under den varmare årstiden och flyttade gissningsvis var tredje till var sjätte dag och förflyttade sig stora sträckor upp till 360 km per år. Födan var ofta hållbar, kött möjligen torkat, och rik på protein; Kläder och bostäder tillverkades av olika djurhudar. Under en stor del av tidiga och mellersta litiska perioden antar arkeologerna att banden i de inre delarna livnärde sig främst genom att jaga den nu utdöda megafaunan. [24] De stora pleistocena däggdjuren i Amerika hade arter som jättebävern, stäppbison, jättemyskoxe (Praeovibos), mastodont, ullig mammut och renar.
Den andra fasen börjar med Cloviskulturen i Nordamerika från 11,500 f Kr. Även Folsomkulturen är ett exempel på mer avancerad spånteknik. Denna mycket mer avancerade stenteknik antogs vara ett resultat av en ny immigration individer från kulturer i senpaleolitska Eurasien via Beringlandbryggan.. Emellertid visar nyare genetisk forskning inte någon skillnad mellan Clovis folk och folk före Clovis. Det gör att stenteknologins snabba utveckling antingen är en snabb utveckling av egen kraft eller resultatet av kontakter med gamla världen som inte har satt några genetiska spår hos den nordamerikanska befolkningen. I Sydamerika finns också artefakter från andra stadiet, de bästa exemplen är så kallade fiskstjärtspetsar.

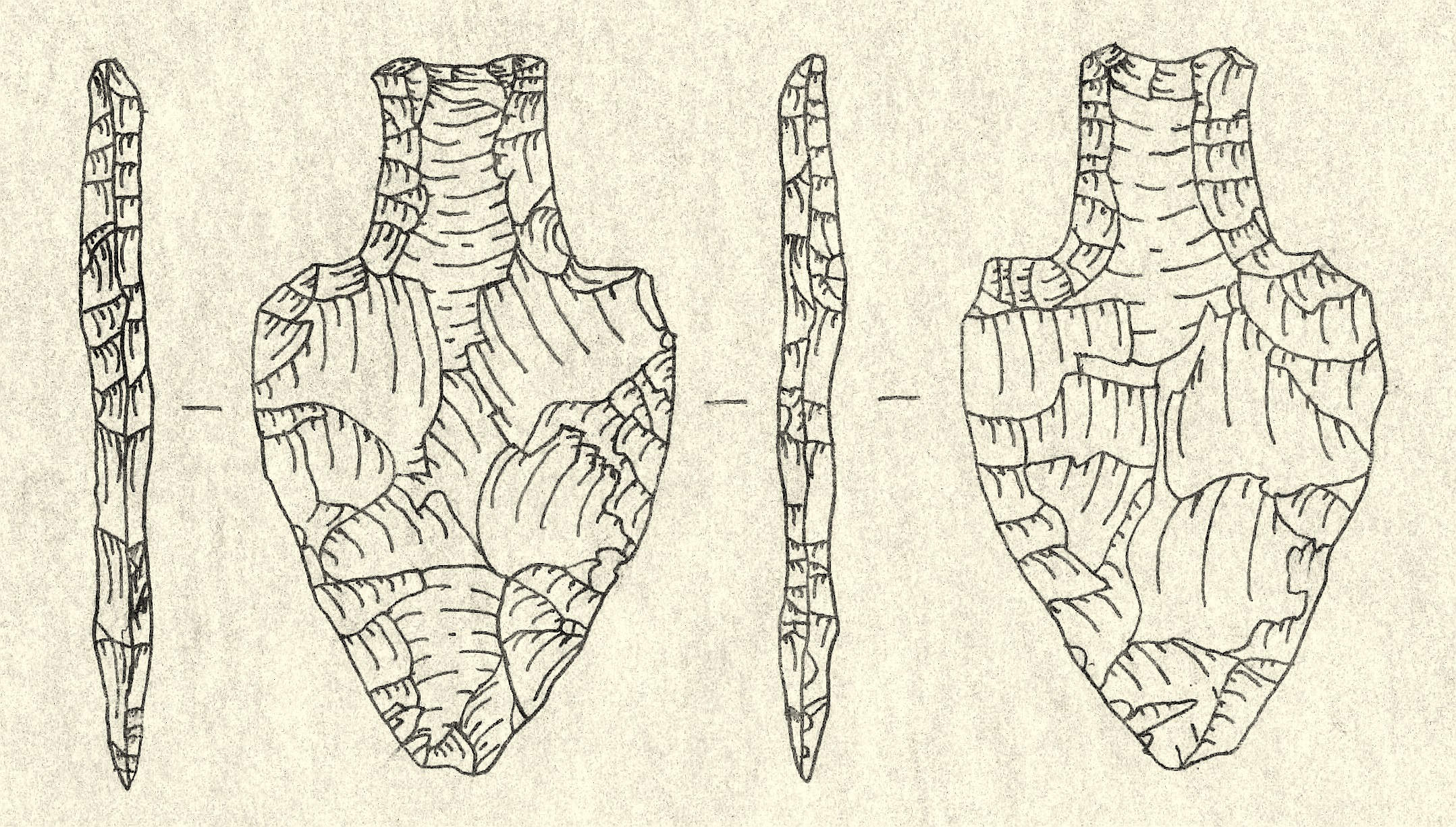
Fiskstjärtspets hittad i Belize.

Cloviskulturen, som uppträdde omkring 11 500 f.Kr. i Nordamerika, är en av de mest kända paleoamerikanska kulturerna. Det har tvistats om huruvida Clovis-kulturen var specialiserade storviltsjägare eller använde en blandad födosöksstrategi som inkluderade mindre landlevande vilt, vattenlevande djur och en mängd olika flora. Paleoamerikanerna var effektiva jägare och hade en uppsättning med olika verktyg. Dessa inkluderade högeffektiva spjutspetsar, men också mikroblad som används för slakt och hudbearbetning. Projektilspetsar och hammarstenar tillverkades av många olika sorters sten och hittas ofta långt från sitt ursprung. Stenverktyg handlades också från North Dakota och Northwest Territories, till Montana och Wyoming. Handelsvägar har också hittats från inre British Columbia till Kaliforniens kust. Även Folsomkulturen är ett exempel på mer avancerad spånteknik. Denna mycket mer avancerade stenteknik antogs vara ett resultat av en ny immigration individer från kulturer i senpaleolitska Eurasien via Beringlandbryggan.. Emellertid visar nyare genetisk forskning inte någon skillnad mellan Clovis folk och folk före Clovis. Det gör att stenteknologins snabba utveckling antagligen är en snabb utveckling av egen kraft i Amerika. I Sydamerika finns också artefakter från andra stadiet, de bästa exemplen är så kallade fiskstjärtspetsar.
Glaciärerna som täckte den norra halvan av Nordamerika började smälta. Samtidigt som detta inträffade började en världsomspännande utrotning bland de stora däggdjuren. I Nordamerika dog kameler och hästdjur ut  för att inte återkomma till kontinenten förrän spanjorerna återinförde hästen i slutet av 1400-talet e.Kr. Efter den kvartära utrotningen måste de senare paleoamerikanerna ha förlitat sig mer på andra djurarter för sitt uppehälle.
Från cirka 10 500 – c. 9 500 f.Kr. började storviltsjägarna på Great Plains att fokusera på en enda djurart: bisonen (en tidig kusin till den amerikanska bisonen). Den första kända av denna jakttradition var Folsomkulturen. Folsom bildade mindre familjegrupper under större delen av året och sedan på hösten till samma andra gynnade platser oftast på högre mark. Deras läger var kortvariga, några dagar och ett tillfälligt skydd, då man tillverkade eller reparerade några stenverktyg eller bearbetade lite kött för att sedan gå vidare. Paleoamerikaner var inte många och tätheten av dessa grupper var ganska låg.

## Klassificering

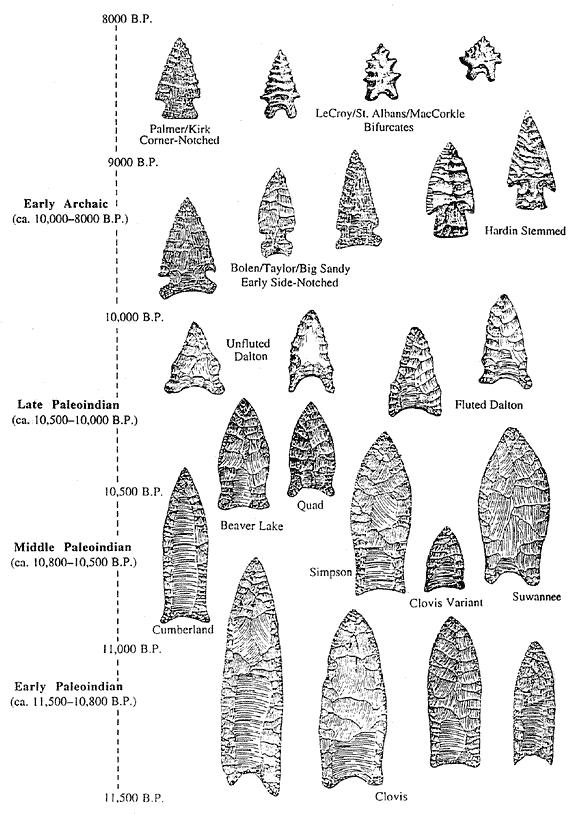
Olika typer av spjutspetsar från den paleoamerikanaka perioden i sydöstra Nortamerika

Paleoamerikanska kulturer klassificeras i allmänhet av vilka olika sätt (stilar) de reducerade en stenkärna till en spets, och av regionala anpassningar beroende på platsens klimat och ekologi. Spetsarna är konstruerade av kanthuggna stenar som i äldre tid (Clovis, Folsom) hade en fåra som kallas flöjt. Spjutspetsarna gjordes vanligtvis genom att man slog avslag från båda sidorna (bifacilalt) av en kärna. Spetsen fästes sedan med band av växtfiber eller senor på ett spjutskaft av trä eller ben. 
Arkeologer har under de senaste åren omprövat sin inställning till bevisen för att de tidigaste mänskliga bosättningarna i Nordamerika uppkom tusentals år före Clovis kulturen kanske kom invandrare redan före det glaciala maximum för över 20 000  år sedan. Fynd tyder på att människor bodde så långt österut som på landbryggan Beringia före 30 000 f.Kr. Fram till ganska nyligen trodde man allmänt att de första paleoamerikanerna som anlände till Nordamerika tillhörde Cloviskulturen.
Nya data från en rad arkeologiska platser över hela Amerika tydde på att tidsintervallet för paleoamerikanernas invandring måste omprövas. Många platser som Cooper's Ferry i Idaho, Cactus Hill i Virginia, Meadowcroft Rockshelter i Pennsylvania, Bear Spirit Mountain i West Virginia, Topper i South Carolina, och Quintana Roo i Mexiko har genererat tidiga datum för bosättningar av paleoamerikaner. Upptäckterna ledde till att teorin om Clovis First övergavs av vetenskapen. Vissa av dessa platser blev daterade till betydligt före den tid då  isfria korridoren öppnades i Nordamerika. Detta ledde till att invandringen via kusten som var öppen tidigare blev den teori som kom att bli allmänt accepterad istället för invandringen till fots. Geologiska bevis tyder på att rutten vid kusten av Stilla havet var öppen utom under tiden för 30 000 till 22 000 år sedan medan resor över land stängdes för 22 000 är sedan och åter öppnades för 15 000 år sedan. De nya arkeologiska fynden tyder på att människor ankom till Amerika  före den sista istidens maximum för mer än 20 000 år sedan.

## Övergång till arkaisk tid
Den arkaiska perioden i Amerika såg en föränderlig miljö med ett varmare, torrare klimat och försvinnandet av den sista megafaunan. Majoriteten av befolkningen var vid övergången fortfarande rörliga jägare-samlare, men under arkaisk tid började fler enskilda grupper att fokusera på de resurser som var tillgängliga för dem lokalt. Snart utvecklades regionala specialiseringar som i sydvästra USA, i arktis, daltonkulturen och planokulturen. Dessa regionala anpassningar innebar mindre beroende av jakt och en mer blandad ekonomi av jakt på småvilt, fiske, insamling av vilda växter efter säsong och mera skörd av vilda växter. Det fanns grupper främst på de stora slätterna som fortsatte att jaga storvilt men även deras jaktmetoder blev mer varierande och mer sofistikerade.